# Алки Ороклини
«Алки Ороклини» — кипрский футбольный клуб из города Ороклини. Выступает в Втором дивизионе Кипра.

## История

### «Омония» Ороклини
Клуб был основан в 1979 году под названием «Омония» и до 2013 года выступал только в местных любительских турнирах. В сезоне 2012/2013 команда впервые добилась повышения в четвёртый дивизион и стала членом КФФ. В своём дебютном сезоне в четвёртом дивизионе команда заняла 11 место из 15. Клубные цвета на этом этапе были бело-зелёными. 

### «Алки Ороклини»
10 апреля 2014 года совет директоров клуба изменил название на «Алки Ороклини», т.к. новый владелец клуба, бизнесмен Энди Лоппас назвал её «Алки» в честь своего любимого клуба Алки Ларнака, который был расформирован из-за финансовых проблем. Новое руководство поставило своей целью вывести команду в высшую лигу Кипра. При этом «Алки Ороклини» не имеет отношения к «Алки» (Ларнака) поскольку две команды никогда не объединялись.
Обновлённая команда взяла себе красно-синие цвета, а эмблема стала похожа на эмблему «Алки» (Ларнака). Более того, прозвище бессмертные, относившееся к «Алки», стало также использоваться для «Алки Ороклини».
В сезоне 2014/15 клуб уверенно занял первое место в четвёртом дивизионе и перешёл в третью лигу. В следующем сезоне «Алки Ороклини» занял второе место в третьем дивизионе, набрав по 67 очков с клубом «Акритас Хлоракас», но уступив ему по сумме личных встреч. Тем не менее, «Алки» перешёл во второй дивизион, где с первой попытки стал победителем лиги, закончив сезон с двумя поражениями и отрывом в 9 очков от ближайшего преследователя. Таким образом, всего за три года клуб выполнил поставленную задачу и оказался в высшем футбольном дивизионе Кипра. 
В первом сезоне в высшей лиге «Алки Ороклини» занял 11-е место, сохранив «прописку» в элитном дивизионе. В следующем сезоне также занял 11-е место, но оно было в зоне вылета.